# The Book 2
The Book 2 (estilizado como THE BOOK 2) es el segundo extended play japonés de Yoasobi. Se lanzó el 1 de diciembre de 2021a través de Sony Music Entertainment Japan, once meses después del lanzamiento de su EP debut The Book. El EP consiste en ocho canciones, incluyendo sus sencillos lanzados en 2021 y la nueva canción "Moshi mo Inochi ga Kaketara", que sirvió como sencillo promocional. The Book 2 debutó en el segundo puesto del Oricon Albums Chart, y en el primer puesto del Billboard Japan Hot Albums.

## Antecedentes
En 2021, Yoasobi lanzó su EP debut The Book, que preceden sus sencillos lanzados en los años 2019 y 2020. Durante el transcurso de ese mismo año, el dúo también lanzó seis sencillos: «Kaibutsu» y «Yasashii Suisei», temas de apertura y cierre de la segunda temporada de Beastars, respectivamente, seguido de «Mō Sukoshi Dake», «Sangenshoku», «Loveletter» y «Taishō Roman», y versiones en inglés de tres canciones: Into the Night, Monster y RGB.
El 30 de septiembre del 2021, Yoasobi tuiteó "IOOI / NOON" con cuatro imágenes de un estante de libros en caricatura rotado hacia la izquierda y derecha. Ahí muestran las portadas de los libros de colores con sus títulos "Yoasobi Story" (la historia de Yoasobi), las fechas, la palabra "noon", los títulos de sus canciones en inglés, el título de su última gira "Sing Your World" y su eslogan "NOVEL INTO MUSIC" en las portadas de los libros. Al día siguiente, en el segundo aniversario del dúo, se anunció el EP The Book 2, junto a su portada, programado para lanzarse el 1 de diciembre, junto a su primera gira cara-a-cara, Nice to Meet You en Nippon Budokan, que se llevó a cabo el 4 y 5 de diciembre. El dúo también anunció «Nice to Meet You Countdown» para anunciar información cada viernes a las 12:00 PM (JST) durante 10 semanas hasta el inicio del concierto.

## Lanzamiento
The Book 2 fue lanzado por CD, descarga digital y streaming el 1 de diciembre, así como también una edición limitada que incluye el CD y un bibliorato. El mismo día del anuncio, empezó la disponibilidad para pre-ordenar en varias tiendas. Incluye seis sencillos previamente lanzados en el 2021: «Kaibutsu», «Yasashii Suisei», «Mō Sukoshi Dake», «Sangenshoku», «Loveletter» y «Taishō Roman», y dos nuevas canciones: «Tsubame», con Midories, un tema para el programa de televisión infantil de NHK SDGs, Hirogare! Irotoridori, basada en la novela de Nana Ototsuki Chīsana Tsubame no Ōkina Yume que será lanzado como sencillo digital el 25 de octubre, y «Moshi mo Inochi ga Kaketara», un tema para el escenario del mismo nombre, escrito y dirigido por Osamu Suzuki.

## Lista de canciones
Todas las canciones escritas y compuestas por Ayase. 
| CD / Descarga digital |                                                    |          |  |
| N.º                   | Título                                             | Duración |  |
| 1.                    | «Tsubame» (ツバメ; con Midories)                   | 3:37     |  |
| 2.                    | «Sangenshoku» (三原色)                             | 3:44     |  |
| 3.                    | «Taishō Roman» (大正浪漫)                          | 2:48     |  |
| 4.                    | «Mō Sukoshi Dake» (もう少しだけ)                   | 3:40     |  |
| 5.                    | «Yasashii Suisei» (優しい彗星)                     | 3:35     |  |
| 6.                    | «Kaibutsu» (怪物)                                  | 3:26     |  |
| 7.                    | «Moshi mo Inochi ga Kaketara» (もしも命が描けたら) | 3:21     |  |
| 8.                    | «Loveletter» (ラブレター)                          | 3:32     |  |
| 27:29                 |                                                    |          |  |